# Asia-Europe Meeting
L'Asia-Europe Meeting (ASEM) è un forum interregionale, i cui membri sono: la Commissione europea, i 28 membri dell'Unione europea (UE), i dieci membri dell'Association of South-East Asian Nations (ASEAN), il Segretariato dell'ASEAN , la Cina, il Giappone e la repubblica di Corea.
È stato ufficialmente istituito nel 1996, il primo vertice si tenne a Bangkok.
In seguito sono entrati a farne parte altri stati:
- dal 2008, India, Mongolia e Pakistan
- dal 2010, Australia, Russia e Nuova Zelanda
- dal 2012 Svizzera, Norvegia e Bangladesh
- dal 2014, Kazakistan

I componenti principali del processo ASEM, che è stato poco organizzato, includono i 3 pilastri:
- Dialogo politico
- Sicurezza e economia
- Istruzione e cultura

In generale, il processo è considerato dalle parti interessate un modo di approfondire i rapporti tra l'Asia e l'Europa a tutti i livelli, che si ritiene necessario per il raggiungimento di un ordine mondiale più equilibrato politicamente ed economicamente. Il processo è arricchito da incontri biennali dei capi di Stato, alternativamente in Europa e in Asia, e incontri politici, economici e culturali e di manifestazioni di altri livelli.